# Saison 2 d'En analyse
Chronologie
Saison 1 Saison 3
Cet article présente le guide des épisodes de la deuxième saison de la série télévisée américaine En analyse (In Treatment).

## Généralités
- Cette deuxième saison est composée de 35 épisodes.
- Paul Weston est un psychologue et psychothérapeute, qui reçoit des patients en semaine. En général, à chaque séance, il suit un patient qui lui fait part de ses problèmes et autres sujets. Paul suit quatre patients et le vendredi il se rend chez sa propre thérapeute, Gina.

## Distribution de la saison

### Personnages principaux
- Gabriel Byrne : Paul Weston, Psychologue thérapeute.
- Dianne Wiest : Gina Toll, Psychologue, thérapeute et amie de Paul.

### Personnages récurrents
- Michelle Forbes : Kate Weston, femme de Paul
- Jake Richardson : Ian
- Mae Whitman : Rosie
- Max Burkholder : Max

Patients de la deuxième saison
- Hope Davis : Mia
- Alison Pill : April
- Aaron Grady Shaw : Oliver, fils de 12 ans de Luke et Bess
- Sherri Saum : Bess, ex-femme de Luke
- Russell Hornsby : Luke, ex-mari de Bess
- John Mahoney : Walter Barnett

### Invités
- Glynn Turman : Alex Senior
- Laila Robins : Tammy Meswick né Kent
- Lauren Hodges : Natalie

## Épisodes

### Épisode 1:Mia - Première semaine
- États-Unis : 5 avril 2009 sur HBO
- France : 7 septembre 2009 sur Orange Cinémax
- Belgique : 19 décembre 2010 sur Be Séries[1]

### Épisode 2:April - Première semaine
- États-Unis : 5 avril 2009 sur HBO
- France : 8 septembre 2009 sur Orange Cinémax
- Belgique : 19 décembre 2010 sur Be Séries

### Épisode 3:Oliver - Première semaine
- États-Unis : 6 avril 2009 sur HBO
- France : 9 septembre 2009 sur Orange Cinémax
- Belgique : 19 décembre 2010 sur Be Séries

### Épisode 4:Walter - Première semaine
- États-Unis : 6 avril 2009 sur HBO
- France : 10 septembre 2009 sur Orange Cinémax
- Belgique : 19 décembre 2010 sur Be Séries

### Épisode 5:Gina - Première semaine
- États-Unis : 6 avril 2009 sur HBO
- France : 11 septembre 2009 sur Orange Cinémax
- Belgique : 19 décembre 2010 sur Be Séries

### Épisode 6:Mia - Deuxième semaine
- États-Unis : 12 avril 2009 sur HBO
- France : 14 septembre 2009 sur Orange Cinémax
- Belgique : 26 décembre 2010 sur Be Séries

### Épisode 7:April - Deuxième semaine
- États-Unis : 12 avril 2009 sur HBO
- France : 15 septembre 2009 sur Orange Cinémax
- Belgique : 26 décembre 2010 sur Be Séries

### Épisode 8:Oliver - Deuxième semaine
- États-Unis : 13 avril 2009 sur HBO
- France : 16 septembre 2009 sur Orange Cinémax
- Belgique : 26 décembre 2010 sur Be Séries

### Épisode 9:Walter - Deuxième semaine
- États-Unis : 13 avril 2009 sur HBO
- France : 17 septembre 2009 sur Orange Cinémax
- Belgique : 26 décembre 2010 sur Be Séries

### Épisode 10:Gina - Deuxième semaine
- États-Unis : 13 avril 2009 sur HBO
- France : 18 septembre 2009 sur Orange Cinémax
- Belgique : 26 décembre 2010 sur Be Séries

### Épisode 11:Mia - Troisième semaine
- États-Unis : 19 avril 2009 sur HBO
- France : 21 septembre 2009 sur Orange Cinémax
- Belgique : 2 janvier 2011 sur Be Séries

### Épisode 12:April - Troisième semaine
- États-Unis : 19 avril 2009 sur HBO
- France : 22 septembre 2009 sur Orange Cinémax
- Belgique : 2 janvier 2011 sur Be Séries

### Épisode 13:Oliver - Troisième semaine
- États-Unis : 20 avril 2009 sur HBO
- France : 23 septembre 2009 sur Orange Cinémax
- Belgique : 2 janvier 2011 sur Be Séries

### Épisode 14:Walter - Troisième semaine
- États-Unis : 20 avril 2009 sur HBO
- France : 24 septembre 2009 sur Orange Cinémax
- Belgique : 2 janvier 2011 sur Be Séries

### Épisode 15:Gina - Troisième semaine
- États-Unis : 20 avril 2009 sur HBO
- France : 25 septembre 2009 sur Orange Cinémax
- Belgique : 2 janvier 2011 sur Be Séries

### Épisode 16:Mia - Quatrième semaine
- États-Unis : 26 avril 2009 sur HBO
- France : 28 septembre 2009 sur Orange Cinémax
- Belgique : 9 janvier 2011 sur Be Séries

### Épisode 17:April - Quatrième semaine
- États-Unis : 26 avril 2009 sur HBO
- France : 29 septembre 2009 sur Orange Cinémax
- Belgique : 9 janvier 2011 sur Be Séries

### Épisode 18:Oliver - Quatrième semaine
- États-Unis : 27 avril 2009 sur HBO
- France : 30 septembre 2009 sur Orange Cinémax
- Belgique : 9 janvier 2011 sur Be Séries

### Épisode 19:Walter - Quatrième semaine
- États-Unis : 27 avril 2009 sur HBO
- France : 1er octobre 2009 sur Orange Cinémax
- Belgique : 9 janvier 2011 sur Be Séries

### Épisode 20:Gina - Quatrième semaine
- États-Unis : 27 avril 2009 sur HBO
- France : 2 octobre 2009 sur Orange Cinémax
- Belgique : 9 janvier 2011 sur Be Séries

### Épisode 21:Mia - Cinquième semaine
- États-Unis : 3 mai 2009 sur HBO
- France : 12 octobre 2009 sur Orange Cinémax
- Belgique : 16 janvier 2011 sur Be Séries

### Épisode 22:April - Cinquième semaine
- États-Unis : 3 mai 2009 sur HBO
- France : 13 octobre 2009 sur Orange Cinémax
- Belgique : 16 janvier 2011 sur Be Séries

### Épisode 23:Oliver - Cinquième semaine
- États-Unis : 4 mai 2009 sur HBO
- France : 14 octobre 2009 sur Orange Cinémax
- Belgique : 16 janvier 2011 sur Be Séries

### Épisode 24:Walter - Cinquième semaine
- États-Unis : 4 mai 2009 sur HBO
- France : 15 octobre 2009 sur Orange Cinémax
- Belgique : 16 janvier 2011 sur Be Séries

### Épisode 25:Gina - Cinquième semaine
- États-Unis : 4 mai 2009 sur HBO
- France : 16 octobre 2009 sur Orange Cinémax
- Belgique : 16 janvier 2011 sur Be Séries

### Épisode 26:Mia - Sixième semaine
- États-Unis : 17 mai 2009 sur HBO
- France : 19 octobre 2009 sur Orange Cinémax
- Belgique : 23 janvier 2011 sur Be Séries

### Épisode 27:April - Sixième semaine
- États-Unis : 17 mai 2009 sur HBO
- France : 20 octobre 2009 sur Orange Cinémax
- Belgique : 23 janvier 2011 sur Be Séries

### Épisode 28:Oliver - Sixième semaine
- États-Unis : 18 mai 2009 sur HBO
- France : 21 octobre 2009 sur Orange Cinémax
- Belgique : 22 janvier 2011 sur Be Séries

### Épisode 29:Walter - Sixième semaine
- États-Unis : 18 mai 2009 sur HBO
- France : 22 octobre 2009 sur Orange Cinémax
- Belgique : 23 janvier 2011 sur Be Séries

### Épisode 30:Gina - Sixième semaine
- États-Unis : 18 mai 2009 sur HBO
- France : 23 octobre 2009 sur Orange Cinémax
- Belgique : 23 janvier 2011 sur Be Séries

### Épisode 31:Mia - Septième semaine
- États-Unis : 24 mai 2009 sur HBO
- France : 26 octobre 2009 sur Orange Cinémax
- Belgique : 30 janvier 2011 sur Be Séries

### Épisode 32:April - Septième semaine
- États-Unis : 24 mai 2009 sur HBO
- France : 27 octobre 2009 sur Orange Cinémax
- Belgique : 30 janvier 2011 sur Be Séries

### Épisode 33:Oliver - Septième semaine
- États-Unis : 25 mai 2009 sur HBO
- France : 28 octobre 2009 sur Orange Cinémax
- Belgique :  30 janvier 2011 sur Be Séries

### Épisode 34:Walter - Septième semaine
- États-Unis : 25 mai 2009 sur HBO
- France : 29 octobre 2009 sur Orange Cinémax
- Belgique : 30 janvier 2011 sur Be Séries

### Épisode 35:Gina - Septième semaine
- États-Unis : 25 mai 2009 sur HBO
- France : 30 octobre 2009 sur Orange Cinémax
- Belgique : 30 janvier 2011 sur Be Séries